# Lucky Luke – Sein größter Trick
Lucky Luke – Sein größter Trick ist ein französischer Zeichentrickfilm aus dem Jahre 1978. Er ist die zweite Verfilmung der populären Lucky-Luke-Comics nach Lucky Luke von 1971 und vor Lucky Luke – Das große Abenteuer von 1983. Er ist zudem nach Asterix erobert Rom der zweite und letzte Film aus der Feder des Animationsstudios Studios Idéfix.

## Handlung
Im Film singt ein Saloonsänger in Reimen die Geschichte und schaltet sich hier und da mal ein, um einen passenden Vers zu singen.
Wie häufig sitzen die Daltonbrüder im Gefängnis und wie üblich ist Rantanplan ihr Gefängnishund, als ein Anwalt sie vom für die Daltons „natürlichen“ Tod ihres Onkels Henry unterrichtet (er wurde gehenkt). Diesen Onkel sollen die Daltons beerben, sofern sie alle Geschworenen und den Richter töten, die Henry einst verurteilt haben. Lucky Luke soll das kontrollieren und anschließend vor dem Gericht bestätigen, da der Cowboy der einzige Mann ist, dem der Verstorbene je vertraut hat.
Die Daltons wollen Luke zur Kooperation bringen, indem sie ihm zum Schein einen Teil des Erbes anbieten, ihn in Wirklichkeit aber danach umbringen wollen. So graben sie einen Tunnel, um aus dem Gefängnis zu kommen, und jagen es dabei in die Luft. Dennoch sind sie in der Freiheit. Rantanplan folgt ihnen.
Nachdem die Daltons bei einem Waffenhändler vier Revolver geklaut haben, erfährt Luke das vom Überfallenen und findet Rantanplan. Die Verbrecher überwältigen ihn und so täuscht er vor, mit einer Zusammenarbeit einverstanden zu sein.
Die sechs machen sich auf zum ersten Geschworenen, einem Chinesen namens Ming Li Foo, und stehlen auf dem Weg vier Pferde bei dem ehemaligen Waffenhändler, der umgesattelt hat. Sie kommen in der Wäscherei des Asiaten an und lassen sich zunächst die Kleider waschen. Daraufhin verschanzt sich der ehemalige Geschworene und Lucky Luke soll ihn umbringen, da die Daltons ihre Kleider noch nicht zurückhaben. So kann der Cowboy einen Mord vortäuschen, und die Verbrecher ziehen weiter.
Als zweiter steht der Gefängnisdirektor Thaddäus Collins auf ihrer Liste. Während sie unterwegs sind, stehlen sie Kleider beim ehemaligen Pferdehändler, der abermals umgestiegen ist. Luke geht allein ins Gefängnis, da die Ganoven kein Risiko eingehen wollen. Er findet Collins als gebrochenen Mann vor, da alle seine Gefangenen ausgebrochen sind und er allein zurückgeblieben ist. Während er aus einem Geheimgang flüchtet, erzählt Lucky den Gaunern, Thaddäus wolle nicht herauskommen. So klauen sie sich Dynamit, erneut beim selben Händler, und sprengen das Gebäude in die Luft.
Als dritten Mann müssen sie den Indianer Schlangenfeder aus dem Weg räumen, der in der Wüste lebt. Sie kämpfen sich bis zu seinem Zelt, woraufhin die Daltons zunächst etwas trinken wollen. In das Wasser hat Schlangenfeder allerdings Pilzpulver hineingemischt, von dem man wirre Träume bekommt. Während die Daltons schlafen, freundet er sich mit Lucky an, woraufhin dieser Joe einredet, die „Rothaut“ bereits getötet zu haben.
In einem Restaurant fragen Joe, Will, Jack und Averell nach Dr. Smith, den sie ebenfalls töten müssen. Als sie ihn finden, ist er völlig betrunken und die Daltons lassen ihn sein Gift trinken - bei dem es sich in Wirklichkeit um Schnaps handelt. Ihrer Meinung nach ist nun auch der vierte Geschworene erledigt.
Darauf folgt der Goldgräber Tom O’Connor, der noch nie Gold gefunden hat und auf jeden schießt, der sich seiner Mine nähert. Einmal mehr muss Luke vorangehen und kann den Mann warnen. Die beiden täuschen vor, dass Tom schon lange tot und nur noch ein Geist ist.
Beim einstigen Falschspieler Sam Game, der heute anscheinend bekehrt ist und einen stark parodierten Gottesdienst hält, müssen sich die Brüder erst einmal denselben anhören, da sich sonst die anderen Besucher beschweren und nicht zimperlich agieren. Game spielt noch ein letztes Mal russisches Roulette und ist dabei ebenfalls erfolgreich, seinen Tod vorzutäuschen.
Der vorletzte Geschworene ist Bud Bugman, ein Lokomotivführer, dessen Eisenbahn durch Sabotage der Möchtegern-Erben entgleist, anschließend aber abseits der Gleise weiter durch die Prärie fährt. Luke springt auf und schafft es zum wiederholten Mal, einen Mord vorzutäuschen.
Der letzte Geschworene auf der Liste ist Matthias Bones, ein Sargtischler und Totengräber, und diesmal wollen die Geschwister ihn alle zusammen töten. Sie lauern ihm auf, schießen aber dank eines neuen Tricks des Cowboys nur eine Puppe kaputt.
So bleibt ihnen nur noch der Richter Grooby. Sie nehmen an einem Rodeoturnier teil, um ihn auf dem anschließenden Empfang zu ermorden. Beim Rodeo erhält Averell, der für die vier teilnimmt, zu viele Schläge auf den Kopf und ist geistig verwirrt, so dass es ein Leichtes ist, den Mord zu verhindern, aber vorzugaukeln.
Zum Schrecken der Daltons sind bei der abschließenden Gerichtsverhandlung alle vermeintlich Getöteten anwesend und verurteilen sie zu weiteren Jahren Gefängnis (lebenslänglich). Der trickreiche Cowboy reitet fröhlich singend in den Sonnenuntergang.

## Kritiken
„Mäßig unterhaltsame Zeichentrick-Parodie, die ihre spärlichen Reize nur aus einigen überraschenden Details und der Freude am Wiedererkennen zieht.“

Cinema fand, der Film sei „ideenarm und wenig unterhaltsam“ und „längst nicht so witzig wie die Vorlage“.

## Synchronisation
Für die deutsche Bearbeitung des Films war Heinrich Riethmüller verantwortlich.
| Rolle                              | französischer Sprecher | deutscher Sprecher  |
| ---------------------------------- | ---------------------- | ------------------- |
| Lucky Luke                         | Daniel Ceccaldi        | Eckart Dux          |
| Jolly Jumper                       | René Goscinny          | Wilfried Herbst     |
| Rantanplan                         | Bernard Haller         | Siegfried Dornbusch |
| Bill, der Saloonsänger             | Eric Kristy            | Reinhard Mey        |
| Joe Dalton                         | Pierre Trabaud         | Wolfgang Völz       |
| Jack Dalton                        | Jacques Balutin        | Jo Herbst           |
| William Dalton                     | Gérard Hernandez       | Dieter Kursawe      |
| Averell Dalton                     | Pierre Tornade         | Hans Schwarz        |
| Kaufmann Tobias Wills              | Bernard Haller         | Gerd Holtenau       |
| Notar Augustus Betting             | Jacques Legrad         | Hugo Schrader       |
| Ming Li Foo                        | Roger Carel            | Wilfried Herbst     |
| Gefängnisdirektor Thaddäus Collins | Jacques Fabbri         | Gerd Duwner         |
| Schlangenfeder, der Medizinmann    | Michel Elias           | Manfred Meurer      |
| Pancho, der Gastwirt               | Roger Lumont           | Ingo Osterloh       |
| Quacksalber Dr. Aldous Smith       | Jean-Marc Thibault     | Klaus Miedel        |
| Goldsucher Tom O’Connor            | Henri Vilojeux         | Peter Schiff        |
| Miss Worthlesspenny                | Rosy Varte             | Inge Wolffberg      |
| Hochwürden Sam Game                | Jacques Morel          | Toni Herbert        |
| Lokführer Budd Bugman              | Jacques Deschamps      | Rolf Marnitz        |
| Totengräber Matthias Bones         | Roger Carel            | Herbert Weißbach    |
| Geier                              | Morris                 | Wilfried Herbst     |
| Richter Grooby                     | Henri Poirier          | Arnold Marquis      |

## Hintergrund
Die Geschichte zu dem Film ist beinahe unverändert im Lucky-Luke-Band Die Dalton-Ballade und andere Geschichten nachzulesen.
Der Saloonsänger wird in der deutschen Synchronfassung von Reinhard Mey gesungen.
Im Film wird auf den üblichen Ausbruchsfehler der Daltons hingewiesen: Jeder bricht normalerweise durch sein eigenes Loch aus, was insgesamt vier Löcher macht.
Der chinesische Wäscher Ming Li Foo, der Totengräber Matthias Bones und sein Geier kommen auch in anderen Comics der Lucky-Luke-Reihe vor.
Während der Traumillusionen, die durch Schlangenfeders Pilzpulver hervorgerufen werden, geben die Daltons einige Lieder bekannter Musicals. Während seine Brüder tanzen, singt Joe Singin’ in the Rain. Choreographisch wird dabei Gene Kellys Solo-Nummer im gleichnamigen Film mit dem deutschen Verleihtitel Du sollst mein Glücksstern sein parodiert. Weiters im Traum enthalten sind unter anderen Here's to the Girls (Ziegfeld Follies), ein Wasserballett aus Bathing beauty (Badende Venus) sowie Strangers in the Night.
Dies war der letzte Zeichentrickfilm, an dem Goscinny beteiligt war. Er konnte die Premiere nicht mehr miterleben, da er ein Jahr zuvor starb.